# Kunstmuziek
Kunstmuziek is muziek die in hoofdzaak gemaakt, gewaardeerd en/of beoordeeld wordt als kunst in plaats van slechts als entertainment.
De term wordt gebruikt om aan te duiden dat bepaalde muziek in hoofdzaak als hogere kunst gewaardeerd dient te worden. Welke muziek vervolgens wel of niet kunstmuziek is, blijft daarbij subjectief. Dit kan elke vorm van muziek zijn en is niet gebonden aan enig genre.
Meestal refereert de term aan:
- Klassieke muziek
- Eigentijdse muziek
- Sommige vormen van Jazz

Tevens kan het samenvallen en hoeft dus niet per definitie in conflict te zijn met andere muziekclassificaties als:
- muzak (bijvoorbeeld in de vorm van lounge)
- commerciële muziek (bijvoorbeeld Sgt. Pepper's Lonely Hearts Club Band van The Beatles)
- gebruiksmuziek (bijvoorbeeld dansmuziek die tevens kunstzinnig van aard is, bijvoorbeeld New Order)
- Lichte muziek (bijvoorbeeld de singer-songwriters Simon & Garfunkel)
- Toegepaste muziek (bijvoorbeeld de filmmuziek van Ennio Morricone)